# Nguyễn Thị Hồng Linh
Nguyễn Thị Hồng Linh (1972 – ) là họa sĩ kiêm đạo diễn lĩnh vực phim hoạt hình người Việt Nam.

## Tiểu sử
Nguyễn Thị Hồng Linh sinh năm 1972, tốt nghiệp trường Đại học Mỹ thuật Công nghiệp Hà Nội.
Tuy tốt nghiệp ngành sư phạm bà lại về làm việc tại Hãng phim Hoạt hình Việt Nam và bắt đầu học làm phim hoạt hình từ các lớp vẽ diễn xuất, rồi được tuyển vào một công ty sản xuất phim hoạt hình của Pháp.

## Tác phẩm
| Năm  | Phim                     | Đạo diễn     | Họa sĩ chính | Vai trò khác | Chú thích |
| ---- | ------------------------ | ------------ | ------------ | ------------ | --------- |
| 2019 | Truyền nhân nhỏ tuổi     | Có           | Có           |              |           |
| 2017 | Bí mật của những đứa trẻ | Có           | Có           |              |           |
| 2018 | Ngôi nhà mơ ước          | cùng Lê Bình | Có           |              |           |
| 2020 | Sự tích hoa thiên điểu   | Có           | Có           |              |           |
| 2021 | Bà của Đỗ Đỏ             | Có           | Có           | Dựng phim    |           |
| 2021 | Sự tích hoa thiên điểu   | Có           | Có           |              |           |
| 2022 | Ngôi nhà mơ ước          | Có           | Có           |              |           |

## Giải thưởng

### Giải cá nhân
| Năm  | Sự kiện             | Hạng mục                   | Tác phẩm                 | Chú thích   |
| ---- | ------------------- | -------------------------- | ------------------------ | ----------- |
| 2018 | Giải Cánh diều 2017 | Thiết kế mỹ thuật xuất sắc | Bí mật của những đứa trẻ | [ 2 ]       |
| 2022 | Giải Cánh diều 2021 | Thiết kế mỹ thuật xuất sắc | Bà của Đỗ Đỏ             | [ 3 ] [ 4 ] |

### Tác phẩm đạt giải
| Năm  | Sự kiện                                         | Hạng mục       | Tác phẩm                 | Kết quả        | Chú thích   |
| ---- | ----------------------------------------------- | -------------- | ------------------------ | -------------- | ----------- |
| 2014 | Giải Cánh diều 2013                             | Phim hoạt hình | Bay về phía bầu trời     | Cánh diều Bạc  | [ 5 ]       |
| 2018 | Giải Cánh diều 2017                             | Phim hoạt hình | Bí mật của những đứa trẻ | Cánh diều Bạc  | [ 2 ]       |
| 2019 | Liên hoan phim Việt Nam lần thứ 21              | Phim hoạt hình | Bí mật của những đứa trẻ | Bông sen Bạc   | [ 6 ]       |
| 2021 | Liên hoan phim Môi trường toàn quốc lần thứ VII | Phim hoạt hình | Bí mật của những đứa trẻ | Giải A         | [ 7 ]       |
| 2022 | Giải Cánh diều 2021                             | Phim hoạt hình | Bà của Đỗ Đỏ             | Cánh diều Vàng | [ 4 ] [ 3 ] |
| 2023 | Liên hoan phim Việt Nam lần thứ 23              | Phim hoạt hình | Bà của Đỗ Đỏ             | Bông sen Bạc   | [ 8 ]       |